# Stazione di Corridonia-Mogliano
La stazione di Corridonia-Mogliano è una stazione ferroviaria posta sulla linea Civitanova Marche-Fabriano. Sita nel territorio comunale di Macerata nella frazione di Piediripa, serve i centri abitati di Corridonia (a 5 km) e di Mogliano (a 17 km).